# 춘포초등학교
춘포초등학교는 대한민국 전북특별자치도 익산시 춘포면 용연리에 있는 공립 초등학교이다.

## 학교 연혁
- 1923년 6월 1일 춘포공립보통학교 개교
- 1938년 4월 1일 춘포제일공립심상소학교로 개칭[1]
- 1941년 4월 1일 춘포공립국민학교로 개칭[2]
- 1981년 3월 10일 병설유치원 개원
- 1996년 3월 1일 춘포초등학교로 개칭[3]
- 2003년 5월 14일 개축교사 준공
- 2007년 8월 20일 운동장 체육시설 조성
- 2008년 2월 28일 학교“생명의 숲” 조성
- 2009년 2월 20일 영어체험학습실(English Zone) 개관
- 2019년 9월 1일 제39대 김종근 교장 부임
- 2020년 2월 11일 제96회 졸업( 졸업생 총 10,432명)

## 학교 상징
- 교화 - 개나리 : 끈질긴 생명을 가지고 있으며 이는 우리 겨레의 얼을 간직하고 있는 토종의 꽃으로 오랜 옛날부터 우리 민족으로부터 사랑을 받아온 꽃. 꽃말은 희망, 청초이다.
- 교목 - 은행나무 : 강인한 생명력이다. 올곧은 선비의 기품. 널리 인간에게 이로운 홍익인간의 정신. 널리 인간에게 이로운 홍익인간의 나무가 바로 은행나무이다.

## 참고 자료
- 춘포초등학교 - 한국교육학술정보원 학교알리미